# 히가시타키카와신호장
히가시타키카와신호장(일본어: 東滝川信号場)은 일본 홋카이도 다키카와시에 있는 홋카이도 여객철도 네무로 본선의 역이다. 역 번호는 T22이며, 상대식 승강장 2면 2선의 구조를 지닌 신호장이다.

## 역 주변
- 국도 제38호선
- 도오 자동차도 다키카와 나들목
- 다키카와 축산 시험장

## 역사
- 1913년 11월 10일 : 국철의 호로쿠라역(일본어: 幌倉駅)으로서 개업.
- 1954년 11월 10일 : 히가시타키카와역으로 개칭.
- 1987년 4월 1일 : 민영화에 의해, 홋카이도 여객철도로 이관.
- 2025년 3월 15일 : 폐지

## 인접 정차역
| 홋카이도 여객철도 네무로 본선 | 홋카이도 여객철도 네무로 본선 | 홋카이도 여객철도 네무로 본선 |
| ----------------------------- | ----------------------------- | ----------------------------- |
| A21 다키카와 다키카와 방면    | 네무로 본선                   | 아카비라 T23 신토쿠 방면      |